# باشگاه فوتبال زنان بایر لورکوزن
باشکاه زنان فوتبال بایر ۰۴ لورکوزن که با نام بایر لورکوزن یا لورکوزن و  به طور ساده تر بایر هم خوانده می‌شود  یک  باشگاه فوتبال زنان در کلن نوردراین-وستفالن است.این باشگاه در بوندس‌لیگا بازی می‌کند.